# Paul Olisberg
Paul Olisberg (* 1895 in Odessa, Russisches Kaiserreich; † nach 1932 auf den Solowezki-Inseln, Sowjetunion) war ein russlanddeutscher römisch-katholischer Geistlicher und Märtyrer.

## Leben
Paul Olisberg wuchs im Bistum Tiraspol auf. Er studierte Theologie und wurde 1917 zum Priester geweiht. Er wirkte in Kiwerzi (Wolhynien). Nach einer ersten Verhaftung und Freilassung im Jahr 1925 wurde er 1929 erneut verhaftet, zu 3 Jahren Gefängnis verurteilt und auf die Solowezki-Inseln deportiert. Dort ist er seit 1932 verschollen.

## Gedenken
Die Römisch-katholische Kirche in Deutschland nahm Pfarrer Paul Olisberg als Märtyrer in das deutsche Martyrologium des 20. Jahrhunderts auf.